# Albert Sammons
Albert Sammons né le 23 février 1886 (Fulham, Londres), mort le 24 mai 1957 (Middleton-on-Sea, Sussex de l'Ouest) est un violoniste anglais.

## Carrière
Il reçoit ses premières leçons de musique de son père puis complète ses études en autodidacte. Après avoir été premier violon dans le Quatuor de Londres de 1908 à 1917, il est engagé par Thomas Beecham comme soliste dans l'Orchestre philharmonique de Londres. Il crée le concerto pour violon de Delius en 1919 et enseignera de 1939 à 1956 au Royal College of Music de Londres.

## Source
- Alain Paris, Dictionnaire des interprètes Bouquins/Laffont 1990 p. 753